# Enrique Buj Flores
Enrique Buj Flores (* 1950) ist ein mexikanischer Botschafter.

## Leben
Enrique Buj Flores war Generalkonsul in Houston, Texas. Als er Botschafter in Ankara war, war er ab dem 28. November 1996 auch bei der Regierung in Baku akkreditiert.
| Vorgänger                    | Amt                                                                  | Nachfolger                      |
| ---------------------------- | -------------------------------------------------------------------- | ------------------------------- |
| Juan Antonio Mateos Cícero   | Mexikanischer Botschafter in Nairobi 11. Mai 1981 bis 3. März 1986   | Luis Urbano Alfonso Wybo Alfaro |
| Everardo Luis Suárez Amezcua | Mexikanischer Botschafter in Canberra 21. Juli 1992 bis 9. März 1996 | Ráphael Steger Cataño           |
| Ráphael Steger Cataño        | Mexikanischer Botschafter in Ankara 12. April 1996 bis 11. Juli 2001 | Raúl Fortunato Cardoso Maycotte |